# Jack Payne (Orchesterleiter)
Jack Payne (* 22. August 1899 in Leamington Spa (Warwickshire) als John Wesley Vivian Payne; † 4. Dezember 1969 in London) war ein britischer Leiter von Tanzorchestern.

## Leben und Wirken
Payne, der seinen Kriegsdienst in der Royal Air Force ableiste, spielte zunächst nebenbei als Pianist in Tanzorchestern, bevor er dann zur Truppenbetreuung musizierte. Während der 1920er Jahre spielte er zunächst zu Tanzveranstaltungen in Londoner Hotels, bevor er mit seiner Band zur BBC geholt und 1928 Leiter der Rundfunk-Tanzmusik wurde. Er wurde rasch „eine nationale Institution“, da er jeden Nachmittag im Radio zum Tanztee aufspielte und mit dem Satz zitiert wird:
„Primarily, it is my job to put happiness and sunshine over the air.“
Seine Band war 1929 Teil der ersten Fernsehsendung der BBC; kurz darauf spielte er auch in dem Film Symphony in Two Flats (1930) mit. 1932 machte er sich mit seinem Orchester wieder selbständig, was ein großes Presseecho hervorrief. Auch war er an den Musikfilmen Say It with Music (1932) und Sunshine Ahead (1936) beteiligt und komponierte drei Walzer, „Blue Pacific Moonlight“, „Underneath the Spanish Stars“ und „Pagan Serenade“. Während er bei der BBC im Wesentlichen sentimentale und humoristische Musik spielen musste, wendete er sich nun verstärkt dem Jazz zu und arbeitete 1935 mit Garland Wilson. 1938 gründete er eine zwanzigköpfige Bigband. Auch tourte er durch Frankreich und Südafrika. 1941 wurde er wieder Leiter der BBC-Tanzmusik und behielt diesen Posten bis 1946. Anschließend war er als Disc Jockey tätig, bevor er 1955 bei der BBC Television Service die Sendung Words and Music und dann auch Off the Record moderierte. Er verfasste auch Musiken für Fernsehfilme und schrieb zwei Autobiographien, This is Jack Payne (1932) und Signature Tune (1947).